# 约阿希姆·孔茨
约阿希姆·孔茨（德語：Joachim Kunz，1959年2月9日—），德国男子举重运动员。他曾代表东德参加1980年和1988年夏季奥林匹克运动会举重比赛，获得一枚金牌和一枚银牌。